# Бадано, Кьяра
Кьяра Бадано (итал. Chiara Badano, 29 октября 1971, Сасселло, Италия — 7 октября 1990, Сасселло, Италия) — блаженная Римско-Католической Церкви, член католического движения Фоколяры.

## Биография
В 1980 году Кьяра Бадано познакомилась на митинге с членами католического движения Фоколяры. В 1981 году вступила в эту организацию и стала заниматься благотворительной деятельностью среди детей и пожилых людей. С 1981 года вела переписку с основательницей Фоколяров Кьярой Любич.
В 1985 году переехала вместе с родителями в Савону, где стала обучаться в средней школе. В 1988 году во время игры в теннис она почувствовала острую боль в плече. В 1989 году она была помещена в больницу, где ей поставили диагноз остеосаркома с метастазамии, после чего она лечилась в Турине, проходя курс химиотерапии и лучевой терапии. В больнице она познакомилась с кардиналом Джованни Сальдарини. В начале 1989 году ей ампутировали ногу и в июне этого же года прошла вторая операция спинной ламинектомии.
Будучи на излечении, Кьяра Бадано активно участвовала в деятельности католического движения Фоколяров. Она пожертвовала все свои сбережения для друга, отправляющегося на миссию в Бенин, и делала поделки для продажи на благотворительность.
Кьяра Бадано провела последние месяцы своей жизни в лежачем положении в доме у своих родителей, продолжая участвовать в жизни Фоколяров. В это же время она тесно общалась с епископом епархии Акви монсеньором Ливио Маритано.
В августе 1990 года Кьяра Бадано стала готовиться к своей смерти. 10 сентября 1990 года она отправила всем членам католического движения Фоколяров аудиокассету, в которой представляла свою скорую смерть как венчание с Иисусом Христом. В этой записи она приглашала всех членов Фоколяров на свои похороны.
Кьяра Бадано скончалась 7 октября 1990 года.

## Прославление
11 июня 1999 года в епархии Акви начался процесс беатификации, который завершился 21 августа 2000 года. 3 июля 2008 года Римский папа Бенедикт XVI признал героические добродетели Кьяры Бадано. 19 декабря 2009 года Ватиканом было подтверждено чудо, совершившееся по молитве к Кьяре Бадано.
25 сентября 2010 года префект Конгрегации по канонизации святых архиепископ Анджело Амато в присутствии родителей и многочисленных членов Фоколяров объявил Кьяру Бадано блаженной в Санктуарии Пресвятой Девы Марии Божественной Любви в Риме.
День памяти - 29 октября.